# فوتبال در اسرائیل
فوتبال پرطرفدارترین ورزش در اسرائیل است. فوتبال به عنوان ورزشی سازمان‌یافته نخست در بریتانیا شکل گرفت که فلسطین تحت سرپرستی بریتانیا را در روزهای قیمومت بریتانیا کنترل می‌کرد.
اتحادیه فوتبال اسرائیل در سال ۱۹۵۴ به کنفدراسیون فوتبال آسیا ملحق شد اما در سال ۱۹۷۴ به علت فشار سیاسی از سوی اعضای عرب و مسلمان در شرایط ستیز اسرائیل و اعراب از آنجا اخراج شد. در اواخر دهه هفتاد و هشتاد میلادی اتحادیه فوتبال اسرائیل به هیچ کنفدراسیونی وابسته نبود. در این دوره تیم‌های ملی فوتبال اسرائیل فقط در رقابت‌های فیفا گهگاه در مسابقات مقدماتی سی‌اف‌سی، یوفا و کونمبول بازی می‌کردند. سرانجام، در سال ۱۹۹۲ در یوفا به عنوان یک عضو پیوسته و در سال ۱۹۹۴ به عنوان یک عضو کامل پذیرفته شد؛ بنابراین، تیم‌های آنها به عنوان بخشی از اروپا در همه رقابت‌های بین‌المللی شرکت می‌کنند.